# Liste der Bodendenkmale in Beilrode
In der Liste der Bodendenkmale in Beilrode sind die Bodendenkmale der Gemeinde Beilrode und ihrer Ortsteile nach dem Stand der Auflistung von Klaus Kroitzsch und Harald Quietzsch aus dem Jahr 1984 aufgelistet. Eventuelle Änderungen und Ergänzungen, insbesondere aus der Zeit nach der Wende, sind nicht berücksichtigt, da für Sachsen aktuell keine neueren allgemein zugänglichen Bodendenkmallisten vorliegen. Die Baudenkmale sind in der Liste der Kulturdenkmale in Beilrode aufgeführt.
| Denkmal-ID | Fundart             | Ortsteil  | Bezeichnung                          | Zeitstellung    | Lage | Bemerkungen                                                                         | Bild |
| ---------- | ------------------- | --------- | ------------------------------------ | --------------- | --- | ----------------------------------------------------------------------------------- | ---- |
| ?          | Grabmal > Grabhügel | Beilrode  | Gruppe von ca. 20 Hügelgräbern       | Bronzezeit      | ostsüdöstlich des Orts in der Falkenstruth, Forstrevier Görnewitz Abteilung 46 | Hügel mit bis zu 20 m Durchmesser und bis zu 1,5 m Höhe, Schutz seit 18. Mai 1960   |      |
| ?          | besonderer Stein    | Beilrode  | Steinkreuz                           | Spätmittelalter | südwestlicher Ortsausgang, direkt östlich der Straße nach Graditz | bis 1962 auf der westlichen Straßenseite, Schutz seit 25. März 1963                 |      |
| ?          | besonderer Stein    | Beilrode  | Steinkreuz                           | Spätmittelalter | ostsüdöstlich des Orts, westlich am Falkenstruther Weg, westlich der Einmündung des Wegs von der Windmühle | stark beschädigt, Buchstaben H und F eingeritzt, Schutz seit 25. März 1963          |      |
| ?          | Grabmal > Grabhügel | Döbrichau | Gruppe von über 15 Hügelgräbern      | Bronzezeit      | östlich von Rosenfeld in der Annaburger Heide, Forstrevier Rosenfeld Abteilungen 131 und 140 und Forstrevier Görnewitz Abteilung 16, an der Kreuzung der Lichtenburger Straße und des Z-Wegs, auf dem Gebiet der Gemarkungen Döbrichau, Rosenfeld und Zwethau | Hügel mit bis zu 20 m Durchmesser und bis zu 2 m Höhe, Schutz seit 11. Januar 1958  |      |
| ?          | Grabmal > Grabhügel | Rosenfeld | Gruppe von mindestens 7 Hügelgräbern | Bronzezeit      | nordnordwestlich des Orts in der Annaburger Heide, Forstrevier Rosenfeld Abteilung 200, beiderseits der Straße nach Dautzschen | Hügel mit bis zu 30 m Durchmesser und bis zu 2 m Höhe, Schutz seit 9. Dezember 1957 |      |
| ?          | Grabmal > Grabhügel | Rosenfeld | Gruppe von über 30 Hügelgräbern      | Bronzezeit      | nordnordwestlich des Orts in der Annaburger Heide, Forstrevier Rosenfeld Abteilungen 199, 200, 221 und 222, nördlich der Straße nach Dautzschen | Hügel mit bis zu 25 m Durchmesser und bis zu 4 m Höhe, Schutz seit 9. Dezember 1957 |      |